# Kotasaari (ö i Mellersta Finland, Jämsä)
Kotasaari är en ö i Finland. Den ligger i sjön Kalmavesi och i kommunen Jämsä i landskapet Mellersta Finland, i den södra delen av landet, 210 km norr om huvudstaden Helsingfors. Öns area är 0,4 hektar och dess största längd är 80 meter i sydväst-nordöstlig riktning.